# Mohammed Helmy Hassan
Mohammed Hassan Moussa (5 de fevereiro de 1905 - data de morte incerta) foi um futebolista egípcio, que atuava como atacante. 

## Carreira
Ele competiu na Copa do Mundo FIFA de 1934, sediada na Itália, na qual a seleção de seu país terminou na décima terceira colocação dentre os 16 participantes.